# ليندا دينهام
ليندا دينهام (بالإنجليزية: Linda Denham)‏ هي سيدة أعمال أمريكية، ولدت في 1963.